# سرطان القضيب
سرطان القضيب هو أحد أنواع السرطان يصيب القضيب الذكري، وتعد بعض أنواعه كسرطانة خلية ميركل والسرطانة صغيرة الخلايا والورم الميلانيني من الأنواع النادرة.

## أسباب سرطان القضيب
وليس من المعروف حتى الآن الأسباب الحقيقية لظهور هذا النوع من السرطانات ، ومن الملاحظ أنه يزداد حدوثه في العمر ما بعد 50 عاما، ويلاحظ إن ولد الإنسان بتشكيل خلقي مثل كضيق القلفة [الغلفة -الغرلة] بحيث لا يمكن إرجاع الجلدة الأمامية التي تحمي رأس القضيب إلى الوراء ولكن ذلك يتطور إن تم الإصابة بتليف التهابي ، ويعتقد أيضا أن الممارسات الكثيرة المختلفة تساعد على ظهور سرطان القضيب بمعنى أن يجامع الرجل عدة نساء فهذا يزيد من فرص الإصابة بالمرض.

### عوامل الإصابة بسرطان القضيب
بعض العوامل التي تزيد خطر الإصابة:
- العمر أكثر من 60 سنة
- تضيق القلفة (تضيق فتحة القلفة، بحيث لا يمكن إرجاع الجلدة الأمامية، وهو عادة خلقي، ولكنه قد يتطور نتيجة تليف التهابي).
- سوء النظافة الشخصية.
- وجود العديد من الشركاء الجنسيين.
- استخدام منتجات التبغ.[3]

## العلاج
الهدف الأساسي في علاج سرطان القضيب هو القضاء على الورم الخبيث مع الحفاظ على وظيفة و شكل القضيب التجميلي. و تحقيق هذا الهدف يعتمد على التشخيص المبكر والعلاج، وهذا يعني أنه يجب أخذ خزعات فورية من التقرحات المشبوهة القضيب .
- الجراحة:

في الآفات المبكرة تعالج بالاستئصال الموضعي وتجميل النقطة المستأصلة.
وفي الآفات المتقدمة تعالج ببتر القضيب الجزئي مع التأكد من مسافة سليمة من 1-2 سم بعيدا عن الورم، ويجري تنظيف العقد الإربية في الجانبين،
أما الآفات المتقدمة جدا والتي تشمل الجسمين الكهفيين فتعالج بالبتر التام للقضيب.
- العلاج الإشعاعي:

يمكن استخدام العلاج الإشعاعي كبديل للعملية الجراحية في عدد من المرضى. فالآثار النفسية المرتبطة ببتر القضيب سواء بشكل جزئي أو كامل شجعت على العلاج الإشعاعي لاستكشاف تقنيات مختلفة للعلاج سرطان القضيب، ولكن، للأسف، قليل من المرضى المصابين بسرطان القضيب يمكنهم الخضوع للعلاج الاشعاعي. واحدة من مزايا العلاج الإشعاعي هو الحفاظ على القدرة الجنسية للمريض.
- العلاج الكيميائي :

يمكن استخدام العديد من الأدوية الكيميائية لعلاج المرضى الذين يعانون من انتشار الورم خارج العقد اللمفاوية في الحوض، و المنطقة الاربية. الأدوية الأكثر شيوعا تشمل سيسبلاتين، بليوميسين، الميثوتركسات، وفلورويوراسيل.